# تاپ اسپرینگز
تاپ اسپرینگز (به انگلیسی: Top Springs) شهرکی واقع در ایالت قلمرو شمالی در استرالیاست.

## موقعیت
شهرک تاپ اسپرینگز در ۲۹۱ کیلومتری (۱۸۱ مایلی) جنوب کاترین واقع شده است. این شهر طلاقیگاه آزادراه های بوچانان و بونتاین است.